# Muggsy Spanier

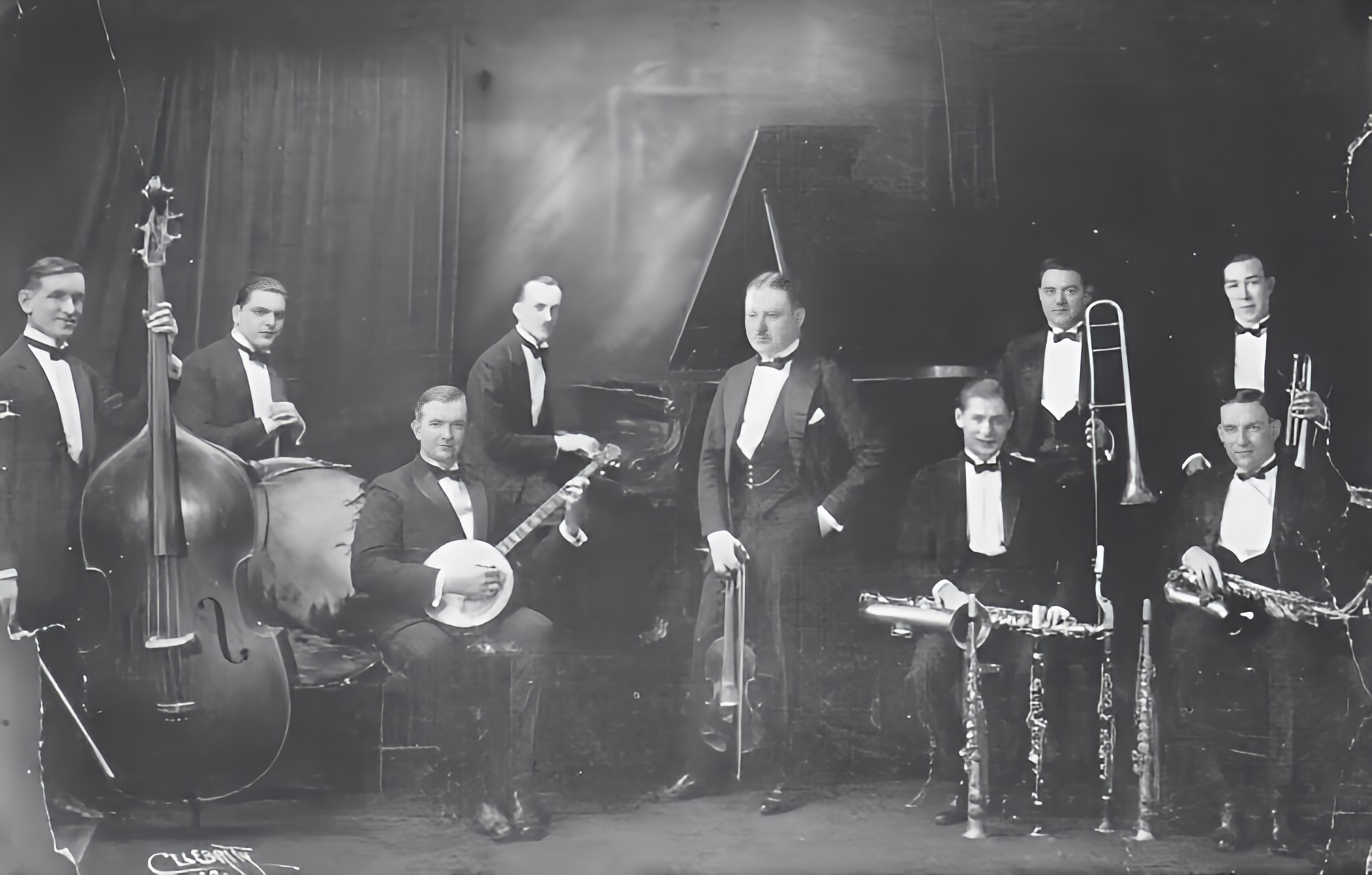
Sig Meyer e la sua orchestra. Da sinistra: Arnold Loyacano, George Petrone, Marvin Saxby, Horace 'Shorty' Williamson, Sig Meyer, Volly de Fault, Bob Pacelli, Muggsy Spanier (con tromba) e Floyd Towne.

Muggsy Spanier, pseudonimo di Francis Joseph Spanier (Chicago, 9 novembre 1901 – Sausalito, 12 febbraio 1967), è stato un trombettista jazz statunitense; era membro dei Bucktown Five, pionieri dello "stile di Chicago" che cavalcava il tradizionale jazz Dixieland e lo swing.

## Biografia

### Vita e carriera
Spanier nacque a Chicago, Illinois, Stati Uniti. A tredici anni iniziò a suonare la cornetta e suonò con Elmer Schoebel nel 1921. Prese in prestito il soprannome di "Muggsy" da John "Muggsy" McGraw, l'allenatore della squadra di baseball dei New York Giants. All'inizio degli anni '20 suonò con i Bucktown Five.
Nel 1929 divenne membro di una band guidata da Ted Lewis, poi trascorse due anni con Ben Pollack. Dopo una malattia, riunì il gruppo di otto uomini di Muggsy Spanier e la sua Ragtime Band. Nel 1939 la band registrò diverse sessioni di Dixieland standard per la Bluebird Records, che in seguito furono chiamate The Great Sixteen e segnato un revival di Dixieland.
I membri della band includevano George Brunies (poi Brunis - trombone e voce), Rod Cless (clarinetto), George Zack o Joe Bushkin (pianoforte), Ray McKinstry, Nick Ciazza o Bernie Billings (sax tenore) e Bob Casey (basso).
Altre sue iniziative più importanti furono il quartetto che diresse con Sidney Bechet (i "Big Four") nel 1940. Dal 1940 al 1941 suonò con Bob Crosby. Negli anni '50 si trasferì nella West Coast e si unì alla band di Earl Hines dal 1957 al 1959. Dopo aver girato l'Europa, si ritirò nel 1964.

### Canzoni
Il tema della Ragtime Band era "Relaxin' at the Touro", composto da Spanier e Joe Bushkin, dal nome del Touro Infirmary, l'ospedale di New Orleans dove Spanier era stato curato per un'ulcera perforata all'inizio del 1938. In punto di morte, fu salvato dal Dr. Alton Ochsner che drenò il liquido e facilitò il suo respiro indebolito. Uno dei numeri di Spanier’s Dixieland è una canzone da lui composta intitolata "Oh Doctor Ochsner."
"Relaxin' at the Touro" è un blues abbastanza semplice in 12 misure, con un'introduzione al pianoforte e una coda di Joe Bushkin. Il pianista ricordò, molti anni dopo: "Quando finalmente raggiunsi Muggsy a Chicago, dopo aver lasciato la big band in fallimento di Bunny Berigan, ci incontrammo per discuterne al Three Deuces, dove si esibiva Art Tatum." Muggsy adesso suonava accanto a Fats Waller allo Sherman Hotel e abbiamo ideato una specie di spettacolo teatrale per le due band. Muggsy era un uomo di grande integrità. "Abbiamo suonato un blues in Do e ho fatto una piccola introduzione. Successivamente sono stato indicato come co-compositore di 'Relaxin' al Touro'".

### Vita privata
Nel 1950, a Chicago, il secondo matrimonio di Spanier fu con Ruth Gries O'Connell. Divenne il patrigno dei suoi figli, lo scrittore e regista hollywoodiano Tom Gries (morto nel 1977) e Charles Joseph Gries, in seguito conosciuto professionalmente come Buddy Charles, un cantante e pianista pop e jazz di Chicago.
Quando Spanier si esibì ad un concerto a Chicago nel 1956, Buddy Charles si esibì al vicino nightclub Black Orchid. Spanier fu sentito esclamare: "quello è il mio ragazzo."
Muggsy Spanier morì a Sausalito, California, nel febbraio 1967, dopo anni di cattiva salute. Aveva 65 anni.